# Sabinus von Piacenza
Sabinus von Piacenza, italienisch Savino di Piacenza, (* im 4. Jahrhundert in Italien; † 3. Dezember 421 in Piacenza) war Bischof von Piacenza und Schüler und Freund des Ambrosius von Mailand. Sein Vorname leitet sich vom Volk der Sabiner ab. Er ist Schutzpatron gegen Überschwemmungen. Sein Gedenktag ist der 11. Dezember. Auch am 3. Dezember (Todestag) und 17. Januar (Tag der Beisetzung) wird seiner gedacht.

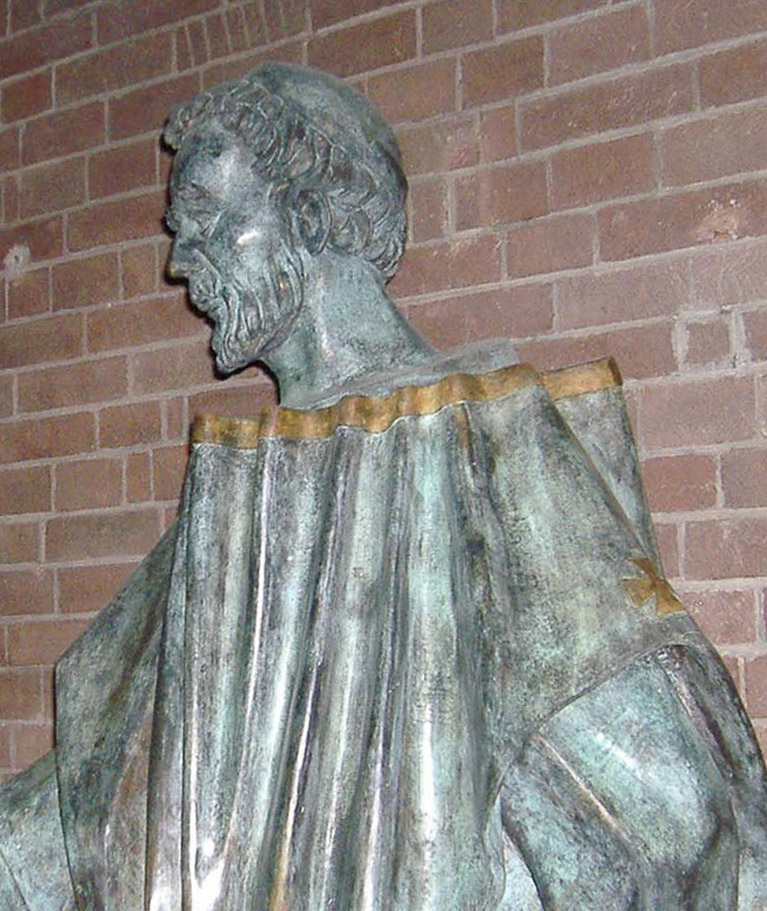
Moderne Statue des Heiligen in der Kirche San Savino in Piacenza

## Leben und Legende
Sabinus war Diakon in Mailand, Mitarbeiter seines geistlichen Vaters und Lehrers Ambrosius. Ihre Freundschaft war dermaßen intensiv, dass umgekehrt Ambrosius ihn bat, seine eigenen Schriften vor ihrer Veröffentlichung gegenzulesen. Sechs Briefe von Ambrosius an ihn sind erhalten. 376 wurde Sabinus Bischof von Piacenza, während der Herrschaft der Kaiser Gratian und Theodosius. In Piacenza erbaute er die den Aposteln geweihte Kirche. Wie sein Freund und Lehrer Ambrosius setzte er sich beim Konzil von Aquileia 381 für die Durchsetzung der Beschlüsse des 1. Konzils von Nicäa ein und teilte dessen Begeisterung für den Jungfrauenstand.
Unter seinen Wundern gilt als bekanntestes die Bändigung des Pos. Der Po hatte wieder einmal die Güter der Kirche von Piacenza überschwemmt. Bischof Sabinus befahl seinem Diakon hinzugehen und dem Fluss zu befehlen, er solle im Namen des Bischofs wieder in sein Bett zurückzukehren. Als der Diakon lachte, rief Sabinus einen Notar herbei und befahl ihm, Folgendes zu schreiben: „Sabinus, der Diener unseres Herrn Jesu Christi, schickt dem Po die Aufforderung: Ich befehle Dir im Namen unseres Herrn Jesu Christi, dass Du fernerhin nicht mehr Dein Ufer überschreitest und Dir nicht erlaubst, die Güter der Kirche zu beschädigen.“ Dem Notar trug er auf, dieses Schreiben in den Fluss zu werfen. Sobald dies geschehen war, trat das Wasser zurück und hat nie wieder die Güter der Kirche überschwemmt.
Sabinus starb nach 45 Amtsjahren als Bischof am 3. Dezember 421 in Piacenza. Sein Leib wurde am 27. Januar 422 von seinem Nachfolger, dem Heiligen Maurus, in der von ihm erbauten Kirche der Heiligen Apostel beigesetzt. Seit dem 8. Jahrhundert trägt sie seinen Namen San Savino.

## Sabinus-Verehrung in Deutschland
In Deutschland gibt es nur eine einzige Kirche, die einem Hl. Sabinus geweiht ist, nämlich in Prenzlau (Uckermark), erstmals 1250 als St. Sabini erwähnt, seit 1626 vor allem Sabinenkirche genannt. Dieses in Deutschland äußerst seltene Patrozinium ausgerechnet in Prenzlau wird damit erklärt, dass der Heilige Sabinus der Schutzheilige gegen Überschwemmungen ist. Die Keimzelle Prenzlaus lag in einer Siedlung um die Sabinenkirche auf dem linken Ufer der Ucker bei ihrem Ausfluss aus dem Unteruckersee, also in einer für slawische Burgsiedlungen typischen geschützten Wasserlage. In den regen- und schneereichen Jahreszeiten waren diese Siedlungen von Überschwemmungen bedroht. Forschungen im Prenzlau des 20. Jahrhunderts führten zu der Auffassung, die Kirche sei dem Heiligen Sabinus von Assisi gewidmet, denn bei dem in der Diözese Cammin verehrten Sabinus handelt es sich eindeutig um den Märtyrer Sabinus; zur Diözese gehören auch Prenzlau und das Kloster Grobe, ebenfalls mit Sabinus-Verehrung. Sabinus von Piacenza war jedoch kein Märtyrer, wohl aber Schutzheiliger gegen Überschwemmungen. Der Widerspruch (Sabinus sowohl als Märtyrer als auch als Schutzheiliger gegen Überschwemmungen) ist ungeklärt.